# 和辻哲郎
和辻哲郎（日语：／ Watsuji Tetsurō，1889年3月1日—1960年12月26日）是一名日本哲學家、倫理學家、文化史家、日本思想史家，以『古寺巡禮』『風土』等著作知名。其倫理學體系被稱作和辻倫理學。和辻哲郎是20世纪早期日本的主要哲学家之一，他的著作既涉及东方哲学，也涉及西方哲学。他曾在日本和欧洲求学，且与当时的许多日本哲学家一样，他的作品展示出对这两种截然不同传统的巧妙融合。

## 哲学

### 忘却自我
对西方伦理学方法的研究使他确信，西方思想家倾向于以个人主义的方法来看待人性，因此他也倾向于以个人主义的方法来看待伦理学。但对和辻哲郎来说，个人只能被理解为其特定时代、关系和社会背景的表现形式，这些因素共同构成了一种 "氛围"。他从我们与更广阔世界的关系中探讨了人性的观点。
为了拯救国家，武士常常在战斗中牺牲自己的生命。这是一种极端忠诚和自我牺牲的行为，被和辻哲郎称为"绝对自我牺牲"或"kenshin"。对于和辻哲郎来说，伦理道德不仅仅是个体行为的问题，更是关于忘却自我的或牺牲自我的问题，以便个体能够为更广泛的社会或群体谋福利。和辻哲郎的民族主义伦理观和对日本民族的优越性的坚持导致在第二次世界大战后他的声望下降，尽管后来他与这些观点保持了一定的距离。

## 經歷
- 1889年 - 兵庫縣神崎郡砥堀村（現・姫路市）。
- 1906年 - 舊制姫路中學校（現・姫路西高校）畢業。
- 1909年 - 第一高等學校畢業。
- 1912年 - 東京帝國大學文科大學哲學科畢業，進入研究所。
- 1917年 - 奈良旅行，古寺巡禮。
- 1919年 - 『古寺巡禮』出版。
- 1920年 - 東洋大學講師。
- 1922年 - 法政大學教授
- 1925年 - 京都帝國大學助教授。
- 1927年 - 德國留學。(～1928年)
- 1929年 - 龍谷大學講師兼務。
- 1931年 - 京都帝國大學教授。
- 1932年 - 大谷大學教授兼務，取得京都大學文學博士學位。
- 1934年 - 東京帝國大學文學部倫理學講座教授。
- 1949年 - 定年退官。日本學士院會員。
- 1950年 - 創設日本倫理學會，就任會長。
- 1951年 - 以『鎖國』獲得讀賣文學賞。
- 1953年 - 以『日本倫理思想史』獲得毎日出版文化賞。
- 1955年 - 獲得文化勳章。
- 1960年 - 病逝。

## 著作一覽
- 『古寺巡禮』 岩波書店　1919
- 『日本古代文化』 岩波書店、1920
- 『日本精神史研究（日语：日本精神史研究）』 岩波書店、1926
- 『原始基督教の文化史的意義』 岩波書店、1926
- 『原始仏教の実践哲學』 岩波書店、1927
- 『続 日本精神史研究』 岩波書店、1935
- 『風土 人間學的考察』 岩波書店、1935
- 『康德　実践理性批判』 「大思想文庫18」岩波書店、1935
- 『倫理學』 岩波書店（上中下）、1937-49
- 『鎖國　日本の悲劇』 筑摩書房、1950
- 『日本倫理思想史』　岩波書店（上下）、1952
- 『桂離宮　製作過程の考察』　中央公論社、1955
- 『仏教倫理思想史』 岩波書店「全集 第19巻」、1963

等

## 關連項目
- 境野事件
- 和辻春樹

## 外部連結
- 青空文庫 （页面存档备份，存于）
- Berenguer-Huguet, F. (2023), Theseos expositio: de Heideggeri philosophia deque receptione eius Iaponica. Freiburg, Academia Friburgiana.

1. 1 2  Bein, Steve. . . University of Hawai'i Press. 2011-05-02: 119–142.
2. ↑  Lafleur, William R. . Religious Studies. 1978-06, 14 (2). ISSN 0034-4125. doi:10.1017/s0034412500010714.